# РК Фленсбург Хандевит
РК Фленсбург Хандевит немачки је рукометни клуб основан 1990. године који се такмичи у Немачкој Бундеслиги. 
Фленсбург Хандевит је настао спајањем клубова TSB Flensburg из Флензбурга и Handewitter SV из Хандевита. Највећи успех клуба је освајање ЕХФ Лиге шампиона у сезони 2013/14. Такође, три пута је освајао немачку Бундеслигу, четири пута куп Немачке, три пута суперкуп Немачке, два пута куп победника купова, три пута ЕХФ куп / ЕХФ Лигу Европе и једном ЕХФ куп градова.

## Успеси

### Домаћи
- Бундеслига Немачке
  -  (3): 2003/04, 2017/18, 2018/19.
- Куп Немачке
  -  (4): 2002/03, 2003/04, 2004/05, 2014/15.
- Суперкуп Немачке
  -  (3): 2000, 2013, 2019.
- Друга Бундеслига Немачке
  -  (2): 1987/88, 1991/92.

### Међународни
- ЕХФ Лига шампиона
  -  (1): 2013/14.
- Куп победника купова
  -  (2): 2000/01, 2011/12.
- ЕХФ куп / ЕХФ Лига Европе
  -  (3): 1996/97, 2023/24, 2024/25.
- ЕХФ куп градова / ЕХФ челенџ куп / ЕХФ Европски куп
  -  (1): 1998/99.

## Тренутни састав
Од сезоне 2021/22.
| Голмани (GK) - 01 Бењамин Бурић - 20 Кевин Мелер Лева крила (LW) - 14 Хампус Ване - 31 Емил Јакобсен Десна крила (RW) - 11 Ласе Сван Хансен - 19 Мариус Штајнхаузер Пивоти (P) - 04 Јоханес Гола - 05 Симон Халд - 66 Антон Линдског | Леви бек (LB) - 22 Мадс Менсах Ларсен - 33 Арон Менсинг - 64 Ласе Мелер Средњи бек (CB) - 23 Гeран Јоханесен - 24 Јим Готфридсон Десни бек (RB) - 32 Франц Семпер - 34 Тејтур Ерн Ајнарсон - 77 Магнус Абелвик Ред |

## Трансфери договорени за сезону 2022/23.
| - Јохан Хансен (RW) (из Хановер Бургдорфа) | - Хампус Ване (LW) (у Барселону) ? - Ласе Сван Хансен (RW) (крај каријере) - Мариус Штајнхаузер (RW) (у Хановер Бургдорф) |

## Трансфери договорени за сезону 2023/24.
| Долазе у Фленсбург | - Гeран Јоханесен (CB) (у Колштад) - Магнус Абелвик Ред (RB) (у Колштад) |